# Federal Bureau of Investigation
Het Federal Bureau of Investigation (FBI) is een Amerikaanse veiligheidsdienst. Het is een van de federale instellingen voor wetshandhaving in de Verenigde Staten. De FBI werd vooral bekend onder J. Edgar Hoover, directeur van 1924 tot 1972, die de dienst ook politieke activisten liet onderzoeken. Pas sinds 1935 heet het bureau daadwerkelijk FBI, daarvoor heette het Bureau of Investigation (BOI).
De FBI treedt tegenwoordig op als misdaadonderzoeksdienst voor terrorisme, drugsdelicten, georganiseerde misdaad, spionage, forensisch onderzoek, computercriminaliteit, geweldsmisdrijven, witteboordencriminaliteit en zet zich in voor misdaadpreventie. Sinds 2002 heeft terrorismebestrijding de hoogste prioriteit. De FBI heeft in totaal 35.104 werknemers waarvan er 13.412 FBI-agenten zijn. De agenten die niet in de Verenigde Staten werken, zijn gestationeerd in Amerikaanse ambassades en bij internationale organisaties zoals Interpol, Europol, de Europese Unie en de NAVO.

## Geschiedenis

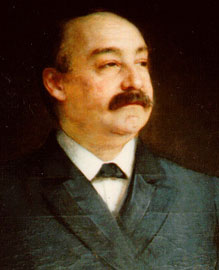
Charles Bonaparte

Charles Joseph Bonaparte was een Amerikaanse politicus die zich actief inzette voor landelijke hervormingen. Hij was een kleinzoon van Jérôme Bonaparte, de jongste broer van Napoleon I Bonaparte, de keizer van Frankrijk. Zijn ouders zijn de stichters van de Amerikaanse tak van de familie Bonaparte.
Na afgestudeerd te zijn aan Harvard University en Harvard Law School, ging hij direct na zijn studie werken als advocaat, maar hij zag later in dat hij zich toch meer in de politiek wilde inzetten. In 1905 koos president Theodore Roosevelt hem als minister van marine en van 1906 tot en met 1909 was hij minister van Justitie van de Verenigde Staten. In 1908 introduceerde president Roosevelt een concept voor een eenheid van speciale agenten, die voornamelijk zou bestaan uit oude spionnen. Na goedkeuring van dit plan werd bekend dat Bonaparte de leider van deze eenheid werd.
Voordat deze speciale eenheid er was, was het erg moeilijk voor de federale overheid om onderzoek te doen naar bepaalde gebeurtenissen of personen. Het Ministerie van Justitie was toen nog vaak afhankelijk van de United States Secret Service. Deze 'geheime dienst' viel onder het ministerie van Financiën en had als als kerntaak het bestrijden van geldvervalsing. Het ministerie van Justitie moest dan aan medewerkers van de Secret Service vragen of ze onderzoek wilden doen naar bepaalde gebeurtenissen voor het ministerie. Deze medewerkers hoefden geen verantwoording af te leggen aan het ministerie (en daardoor ook niet aan de minister van Justitie), maar moesten dit doen aan het hoofd van de Secret Service, waardoor de informatie weer moeilijker bij het ministerie aankwam en er meer kans was dat de informatie vervormd werd. Bonaparte vond dit erg frustrerend als minister van Justitie en hij wilde de volledige controle over de onderzoeken die onder zijn jurisdictie vielen. Het Congres, het Amerikaanse parlement, was het met hem eens en op 27 mei 1908 nam het Congres een wet aan die verhinderde dat het Ministerie van Justitie beroep zou doen op medewerkers van de Secret Service en keurde het plan van Bonaparte en Roosevelt goed om een speciale eenheid op te richten van eigen speciale agenten, naast de Secret Service.
In juni 1908 stelde Bonaparte een eenheid van speciale agenten binnen het ministerie in. Tien voormalige werknemers van de Secret Service en enkele onderzoekers van het ministerie vormden deze eenheid in het begin. Wat men de start van de FBI noemt, is de dag waarop deze eenheid voor het eerst in opdracht van minister van Justitie Bonaparte hun bevindingen moesten rapporteren aan Stanley W. Finch.
Toen zowel de termijnen van minister van Justitie Bonaparte als president Roosevelt in maart 1909 afgelopen waren, adviseerden ze deze speciale eenheid een permanent onderdeel van het ministerie te maken. Onder Bonapartes opvolger, George Wickersham, werd de eenheid dit ook en op 16 maart 1909 hernoemde hij de eenheid naar Bureau of Investigation (BoI).

### Stanley W. Finch
Stanley Finch (1872-1951) staat bekend als de allereerste directeur van BoI. Hij kwam voor het eerst in contact met het Ministerie van Justitie toen hij in 1893 'hulpje' bij het ministerie werd. Daarna heeft hij voor 50 jaar een relatie met het ministerie gehad. Van 1893 tot 1908 was hij hoofd van de onderzoeksafdeling bij het ministerie en in 1909 werd hij (automatisch) directeur van het Bureau of Investigation. In 1912 legde hij zijn functie neer, ten gunste van zijn opvolger Bielaski, om commissaris te worden.

### Expansie van BOI
Ten tijde van de grondlegging van BOI waren er weinig federale misdaden. BOI onderzocht voornamelijk zaken die te maken hadden met het nationale bankwezen, faillissementen, naturalisatie, antitrustwetgeving en landfraude. Pas in 1910 begon de uitbreiding van de jurisdictie van het bureau, toen het bureau de Mann Act (of, zoals hij vaker genoemd wordt, White-Slave Traffic Act) door het Congres kreeg. Deze wet zorgde ervoor dat vrouwenhandel (en in het algemeen het vervoer van vrouwen en meisjes voor prostitutie en andere 'immorele doeleinden') een federale misdaad werd.
Door de jaren heen breidde het bureau uit met meer dan 300 nieuwe speciale agenten en met 300 extra ondersteunende werknemers. Door heel het land werden kleinere bureaus opgezet, die onder leiding stonden van een speciale agent die rechtstreeks verantwoordelijk was aan Washington. De meeste van deze lokale bureaus lagen in de grote steden, echter een groot aantal bureaus werden ook gevestigd langs de Mexicaanse grens. Hun taak was het tegengaan van smokkelen, neutraliteitsschendingen en het verzamelen van Amerikaanse staatsinformatie; veel van deze werkzaamheden werden geactiveerd door de Mexicaanse Revolutie.
Toen de Verenigde Staten in april van het jaar 1917 onder leiding van president Woodrow Wilson mee gingen vechten in de Eerste Wereldoorlog, kreeg het bureau in één klap meer werk voorhanden. Het bureau werd nu ook verantwoordelijk voor spionage en sabotage en stond het Ministerie van Arbeid bij, om onderzoeken te doen naar vijandige vreemdelingen. Tijdens deze periode groeide het aantal speciale agenten met algemene onderzoekskwaliteiten en een goede kennis van bepaalde talen.
Op 1 juli 1919 werd het voormalige hoofd van de geheime dienst, William Flynn (1867-1928), directeur van BOI. Flynn was de directeur van het bureau tot 21 augustus 1921. In dat jaar werden alle nieuwe bevoegdheden die het bureau kreeg door de oorlog die eindigde in 1909 (1919?), weer verwijderd, want dankzij president Warren Harding werd de buitenlandse politieke status van de Verenigde Staten weer neutraal.
De jaren tussen 1921 en 1933 waren erg criminele en anarchistische jaren. Dit tijdperk staat bekend als het gangstertijdperk (lawless years) waarin het aantal misdaden explosief toenam en ook de georganiseerde misdaad bloeide (o.a. de maffia). Dit tijdperk was niet echt belangrijk voor de groeiende jurisdictie van het bureau, aangezien veel van de gepleegde misdaden niet onder hun jurisdictie vielen, maar onder de controle van het Ministerie van Financiën. De meeste misdaden waren witwaspraktijken en belastingontduiking.
Omdat het bureau dus een gelimiteerde jurisdictie bezat, moesten zij erg creatief omgaan met zaken die een landelijke urgentie bezaten, maar een lokale jurisdictie. Zo werd Al Capone onderzocht als "vluchtende federale getuige". Door deze creatieve aanpak van onderzoeken, maar ook door traditionelere onderzoeken als neutraliteits- en antitrustschendingen, kreeg het bureau een hoge status.

## Tijdperk Hoover
Toen William J. Burns, een voormalige eigenaar van een detectivebedrijf, directeur van het bureau werd in 1921, benoemde hij J. Edgar Hoover als zijn assistent. Hoover was destijds 26 jaar oud en werkte pas 4 jaar bij het bureau. Zijn hoge status had hij toen bereikt door het feit dat hij in de Eerste Wereldoorlog de operaties rondom 'vijandige vreemdelingen' leidde en assisteerde bij de Algemene Inlichtingendienst die onderzoeken deden naar verdachte anarchisten en communisten.
Op 10 mei 1924 werd Edgar Hoover tot directeur van het Bureau of Investigation benoemd door de nieuwe minister van Justitie, H. Fiske. Omdat Hoover door jarenlange trainingen het Progressivisme had omarmd, was het bureau er verzekerd van dat deze traditie bij hen in leven gehouden zou worden.

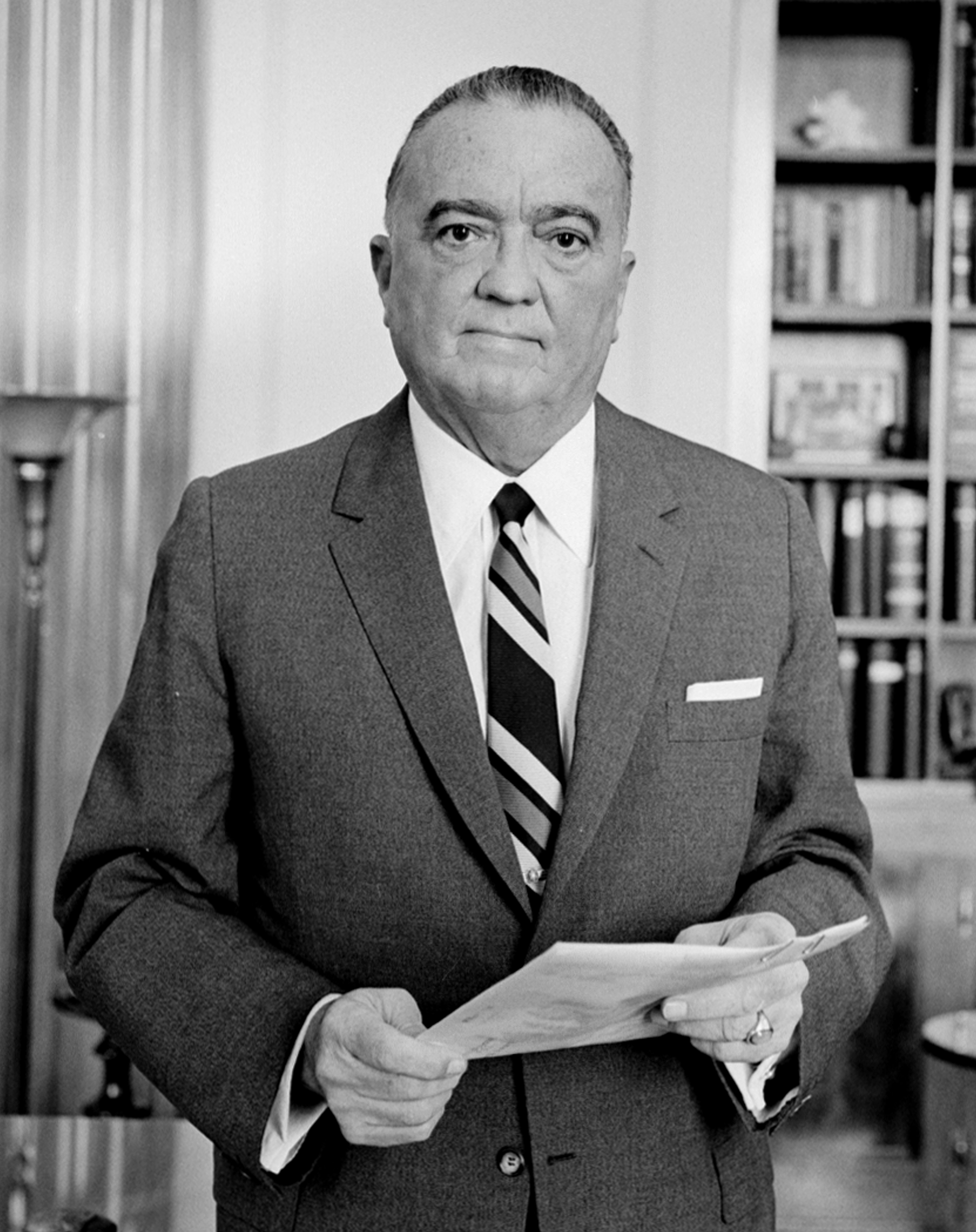
J. Edgar Hoover, de langstzittende directeur van de FBI aller tijden

### Hoover professionaliseert
Toen Hoover in 1924 directeur bij het bureau werd, had het ongeveer 640 werknemers, waaronder ongeveer 440 speciale agenten die werkten op lokale veldkantoren in negen verschillende steden. Aan het einde van de jaren twintig had het bureau circa 30 lokale kantoren met subhoofdkantoren in New York, Baltimore, Cincinnati, Atlanta, Portland, San Antonio, Kansas City, Chicago en San Francisco. Hoover was erg serieus in zijn werk, zo ontsloeg hij elke speciale agent die hij ongekwalificeerd vond. Met zaken zoals speciale regels omtrent promotie, sterke controles van de lokale kantoren en subhoofdkantoren en de introductie van badges op uniformen als beloning, begon hij het bureau te professionaliseren.
In januari 1928 zette hij een officiële training voor nieuwe speciale agenten op, waarbij hij als criterium opgaf dat de nieuwe agenten tussen de 25 en 35 jaar oud moesten zijn en een rechten of bestuurlijke achtergrond moesten hebben. Dit zorgde ervoor dat er een nieuwe lichting speciale agenten bij het bureau kwam, die een brede achtergrond hadden en daarom meer konden doen dan andere agenten.
In de vroege jaren van Hoovers bestuur werd een ook nu nog belangrijk instrument van het Amerikaanse justitiële apparaat ingevoerd, een divisie Persoonsidentificatie. Binnen deze divisie werden landelijke dossiers samengesteld, waarin onder andere vingerafdrukken van verdachten en misdadigers opgeslagen konden worden. Zo werd het gemakkelijker om misdadigers nationaal op te zoeken en te volgen.
Al in 1905 werd er een bureau opgericht door het Ministerie van Justitie, waarin persoonsidentificatie op een nationaal niveau verzameld kon worden. In 1907 werd dit bureau echter, om geldbesparende redenen, verplaatst naar het gevangeniscomplex Leavenworth. Het persoonsidentificatiebureau werd nu bemand door misdadigers en omdat de lokale politiekantoren door het hele land dit maar een verdachte en vreemde actie van het ministerie vonden, begonnen zij dit persoonsidentificatiebureau te negeren en een eigen collectie van vingerafdrukken bij te houden. Zij weigerden elke samenwerking met het bureau in Leavenworth en het hele systeem van centraal en nationaal één vingerafdrukkencollectie invoeren, werd hierdoor overbodig.
Tot 1924, toen het Congres besloot om alle collecties door het hele land en het centrale bureau in Leavenworth samen te voegen tot één groot bureau, onder leiding van het Bureau of Investigation. Het duurde 19 jaar, maar uiteindelijk bestond er toch één centraal systeem van persoonsidentificatie.
Aan het einde van de jaren twintig was BOI sterk geprofessionaliseerd. Er was een goede opleiding voor speciale agenten, het bureau was vertegenwoordigd door het hele land via lokale veldkantoren en er was een goed toezicht op die kantoren. Het bureau had de controle over een nationaal persoonsidentificatie archief, er was een handboek voor alle speciale agenten en er was al een concept ontwikkeld voor een technisch laboratorium. Het bureau was goed uitgerust om een einde aan de lawless years te maken.

## FBI wordt gevormd
De naam Bureau of Investigation werd op 1 juli 1932 veranderd naar United States Bureau of Investigation (USBOI). Precies een jaar later begon het Ministerie van Justitie met een experiment waarbinnen ze een eigen onderzoeksdivisie gingen opzetten. Omdat er nogal veel verwarring ontstond tussen de Ministeriële speciale agenten en de speciale agenten van USBOI, werden de twee samengevoegd en werd de naam in 1935 veranderd in Federal Bureau of Investigation.

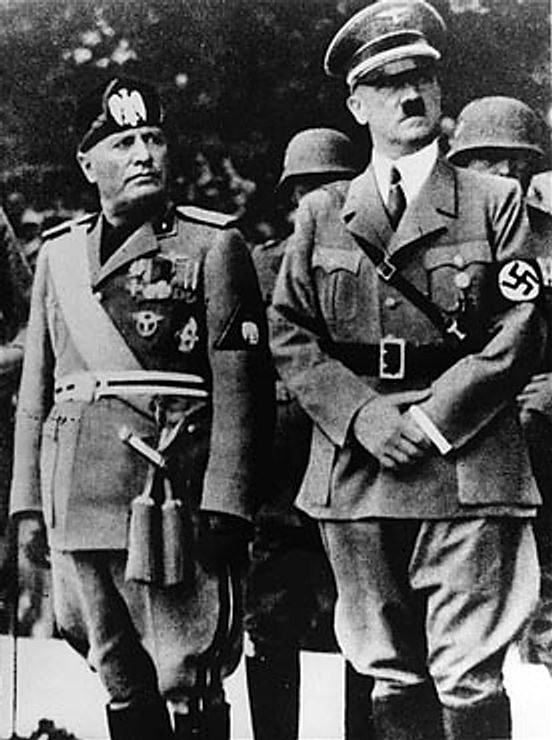
Benito Mussolini (l) en Adolf Hitler

Door deze nieuwe formatie, had het bureau opeens veel meer jurisdictie, wat uiteindelijk leidde tot het arrest van alle grote gangsters in 1936. Echter, het bureau kreeg er in die periode belangrijkere vijanden bij. Fascisme in nazi-Duitsland en het Italië van Benito Mussolini; tevens bedreigde het communisme in de Sovjet-Unie van Jozef Stalin de democratische principes van de Verenigde Staten nu er een oorlog dreigde te komen.

## Tweede Wereldoorlog
Aan het einde van jaren dertig zorgden nazi-Duitsland, Japan en Italië (samen met hun bondgenoten ook wel aangeduid als de Asmogendheden) voor veel onrust in de wereld. De landen begonnen andere landen aan te vallen en ze in te nemen. In Spanje was er onrust doordat de regering werd verstoten door de fascisten en de Sovjet-Unie nam, na een non-agressiepact (soort combinatie van een wapenstilstand en een vredesverdrag) te hebben gesloten met Hitler, de Baltische landen, Karelië en samen met Duitsland Polen in. Het Verenigd Koninkrijk en Frankrijk verklaarden de oorlog aan Duitsland, terwijl de Verenigde Staten neutraal bleven.
Terwijl de onrust in Europa groeide, bleef de recessie in de Verenigde Staten alsmaar erger worden. Door de fascistische overname van Spanje, begonnen Amerikaanse fascisten ook zelfvertrouwen te krijgen en dit manifesteerde zich in gewelddadige optochten en openbare steunbetuigingen aan de Spaanse fascisten. Ook de Amerikaanse Communistische Partij groeide sterk door onzekerheden in de maatschappij. Werkloosheid, racisme en de slechte economie zorgde ervoor dat mensen hun steun begonnen te zoeken bij alternatieven, zoals de communistische manier van denken. De FBI werd door de regering op deze groeiende groeperingen geattendeerd en in 1936 kreeg het bureau de uiteindelijke toestemming van president Roosevelt om te starten met onderzoeken. Op hetzelfde moment kreeg het bureau van het Congres meer jurisdictie om voor een hogere veiligheid te zorgen.
Na de definitieve uitbraak van de Tweede Wereldoorlog kreeg de FBI opeens heel andere prioriteiten. Het moest zich voornamelijk gaan bezighouden met spionage en sabotagezaken. De Verenigde Staten bleef nu ook neutraal en deze neutraliteit werd extra gesteund door de Communistische Partij in de Verenigde Staten, omdat deze profijt hadden bij een afwezigheid van de VS in Europa. Zou heel Europa komen te vallen onder Duitsland, dan zouden de democratische waarden in Noord-Amerika ook onder vuur komen te liggen. Er zouden steeds meer communisten komen na deze val en de regering vreesde het ergste. Uiteindelijk dreef de buitenlandse politiek van de Verenigde Staten steeds verder weg van neutraliteit en rond 1941 begon de VS de geallieerden (Verenigd Koninkrijk en het al gevallen Frankrijk) militair te steunen.
Toen Duitsland, zonder waarschuwing, de Sovjet-Unie begon aan te vallen, veranderden de prioriteiten van de FBI weer. Ze moest zich nu vooral richten op Duitse, Italiaanse en Japanse inwoners van de Verenigde Staten en op Amerikanen die sympathiseerden met de idealen van Duitsland, Italië en Japan. Maar ze moesten tegelijkertijd ook blijven uitkijken voor saboteurs, deserteurs van de geallieerden en ze moesten blijven spioneren.

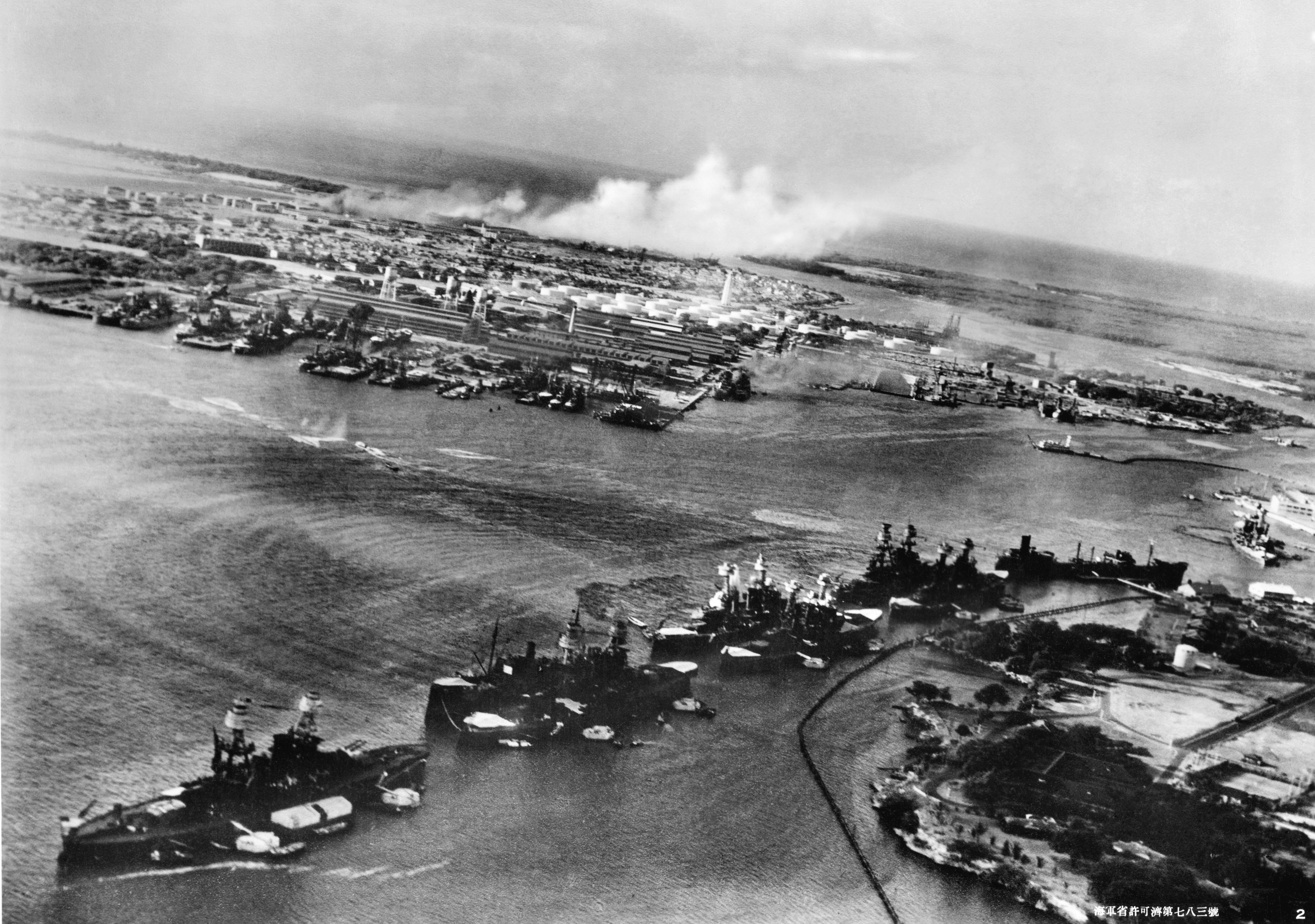
Aanval op Pearl Harbor

Op 7 december 1941 begon de oorlog definitief voor de Verenigde Staten, toen Japan de aanval op Pearl Harbor lanceerde. De VS verklaarde de oorlog aan Japan en als reactie hierop verklaarde Duitsland en Italië op de volgende dag de oorlog aan de VS. Vanaf die dag was de FBI in oorlogstoestand en was het bureau 24 uur per dag actief. Op 7 en 8 december arresteerden de FBI alle als verdacht geïdentificeerde buitenlanders die een gevaar voor de binnenlandse veiligheid vormden en stuurde deze gearresteerden door naar militaire staatsorganen.
Aan het einde van het jaar 1943 was het werknemersaantal toegenomen van 7400 tot 13.000 werknemers. Leerlingen aan de academische opleiding van de FBI kregen een spoedopleiding waardoor het aantal speciale agenten omhoog schoot. Deze gigantische toenames waren nodig om alle nieuwe functies van de FBI te ondersteunen die het bureau in de staat van oorlog had gekregen.
Op sommige momenten stond de FBI lijnrecht tegenover de regering. De president en de minister van Justitie vonden dat alle Japanners en alle Amerikanen van Japanse afkomst in de westkust van het land naar speciale kampen gebracht moesten worden, om de veiligheid te garanderen. FBI-directeur Hoover vond dit echter totaal onnodig, omdat ze al alle buitenlanders hadden gearresteerd die een bedreiging voor de veiligheid waren. Uiteindelijk kregen de president en de minister van Justitie toch hun zin en zo kreeg de FBI totaal tegen haar zin in, het commando om elke avondklok- en evacuatieovertreder te arresteren.
Veel meer belangrijke taken had de FBI niet tijdens de oorlog, aangezien deze niet in de VS, maar in Europa en Azië werd gevoerd. De FBI hield zich voor de rest van de oorlog vooral bezig met spionage, sabotage, het arresteren van overtreders van federale oorlogswetten en het onderzoeken naar verdachte groeperingen die de binnenlandse veiligheid zouden kunnen beïnvloeden. Veel van deze functies had het bureau al voordat de oorlog begon.
Na de val van Duitsland en Japan was de wereld totaal veranderd. De Verenigde Staten was uit zijn geïsoleerde schulp geklommen en in een klap was de Verenigde Staten een van de belangrijkste en grootste machten in de wereld. In de VS kwam de economie weer licht op gang en kregen Afro-Amerikanen meer zelfvertrouwen, omdat ze in de oorlog eindelijk met gelijkheid werden behandeld. De communisten kregen na het einde van oorlog meer grip op de wereld, nu Europa in puin lag zochten veel mensen steun bij de communistische manier van denken. De Sovjet-Unie werd machtiger, nu zij hadden laten zien dat zij een sterke tegenstander konden verslaan en zij nog steeds de landen in hun macht hadden die zij vlak voor de oorlog hadden veroverd (gedeeltelijk met Duitse hulp).

## Na de oorlog
In 1946 verkreeg de FBI van het Congres de verantwoordelijkheid om iedereen, personen of landen, te onderzoeken die toegang zouden kunnen krijgen of die al toegang hebben tot beveiligde nucleaire informatie. Zij werden nu tevens verantwoordelijk gesteld voor de onderzoeken naar overtredingen die betrekking hadden op de toegang tot beveiligde nucleaire informatie.
Op 10 maart 1950 werd de FBI Ten Most Wanted Fugitives (Tien Meest Gezochte Voortvluchtigen) gelanceerd. Deze lijst is tot op de dag van vandaag een van de belangrijkste manieren van de FBI om hun belangrijkste onderzoeken publiekelijk te maken. Door de publicatie van deze lijst wilde de FBI ook nationaal aandacht vragen voor deze voortvluchtigen en ze hoopte erop dat burgers ook bruikbare informatie zouden leveren. Informatie over de gezochten die op de lijst staan, staat verder op in het artikel.
Edgar Croswell, een agent van de Staatspolitie van New York, ontdekte op 14 november 1957 dat er in het huis van de notoire crimineel Joseph Barbara te Apalachin een conferentie van criminele leiders uit het hele land bezig was. Na deze ontdekking kon de FBI gemakkelijk de topcriminelen arresteren, maar omdat deze ontdekking incidenteel was moest er beter toezicht op topcriminelen komen. Hoover startte toen het programma Top Hoodlum, om informatie te verzamelen over de bezigheden van topcriminelen door het hele land.

John F. Kennedy

De FBI kreeg steeds meer grip op de criminele sector van de Verenigde Staten, maar de groeiende jurisdictie van de FBI zorgde ook voor verwarring over wanneer een onderzoek nou lokaal, door de desbetreffende staat of nationaal (FBI) uitgevoerd moest worden. Zo ook bij de moord op president John F. Kennedy, president van 1961 tot en met zijn dood in 1963. De FBI kreeg van president Lyndon Johnson de taak om de moord te onderzoeken. Destijds had de FBI nog niet het statutaire gezag om de moord van presidenten te onderzoeken, maar toch moesten zij het onderzoek uitvoeren van de president en het Congres. De zaak werd echter flink verwarrend, aangezien er jurisdictionele conflicten ontstonden tussen lokale, staats- en federale autoriteiten, wat het onderzoek niet ten goede kwam.
Sinds juli 1966 moet de FBI een gedeelte van de informatie die ze verzameld hebben vrijgeven. President Johnson had namelijk de Freedom of Information Act aangenomen, waarin staat dat elke burger informatie mag en kan aanvragen bij de FBI over een organisatie, een bedrijf, een gebeurtenis, een onderzoek, een overleden persoon of zichzelf.
In januari 1967 opende Hoover ook het National Crime Information Center, een elektronische database van waaruit wetshandhavingteams van elk niveau — lokaal, staat en federaal/nationaal — informatie over een gebeurtenis, onderzoek of persoon kan opvragen. Als de politie nu iemand heeft gearresteerd, konden ze in een centrale database de geschiedenis van die persoon opzoeken. Ook de hele database van persoonsidentificatiebestanden werd hierop aangesloten.

## Periode na Hoover
Edgar Hoover is de langstzittende directeur van de FBI aller tijden, van 1924 tot aan zijn dood op 2 mei 1972 (48 jaar). Omdat het Congres niet wilde dat er na Hoover weer een directeur zo lang op de hoogste positie bij de FBI zou zitten, hebben zij in juni 1968 een nieuwe wet (Public Law 90351) aangenomen die de termijn van een bureaudirecteur beperkt tot 10 jaar. De wet zou actief worden na de dood van Hoover. Hij heeft met acht presidenten gewerkt, van Calvin Coolidge tot Richard Nixon.
Op 9 juli 1973 werd hij opgevolgd door Clarence Kelley. In de periode daartussen zijn Patrick Gray en Bill Ruckelshaus plaatsvervangende directeuren geweest. Ruckelshaus volgde Gray op nadat hij onverwachts zijn baan had opgezegd en president Nixon Ruckelshaus had aangewezen als de nieuwe interim directeur van de FBI.

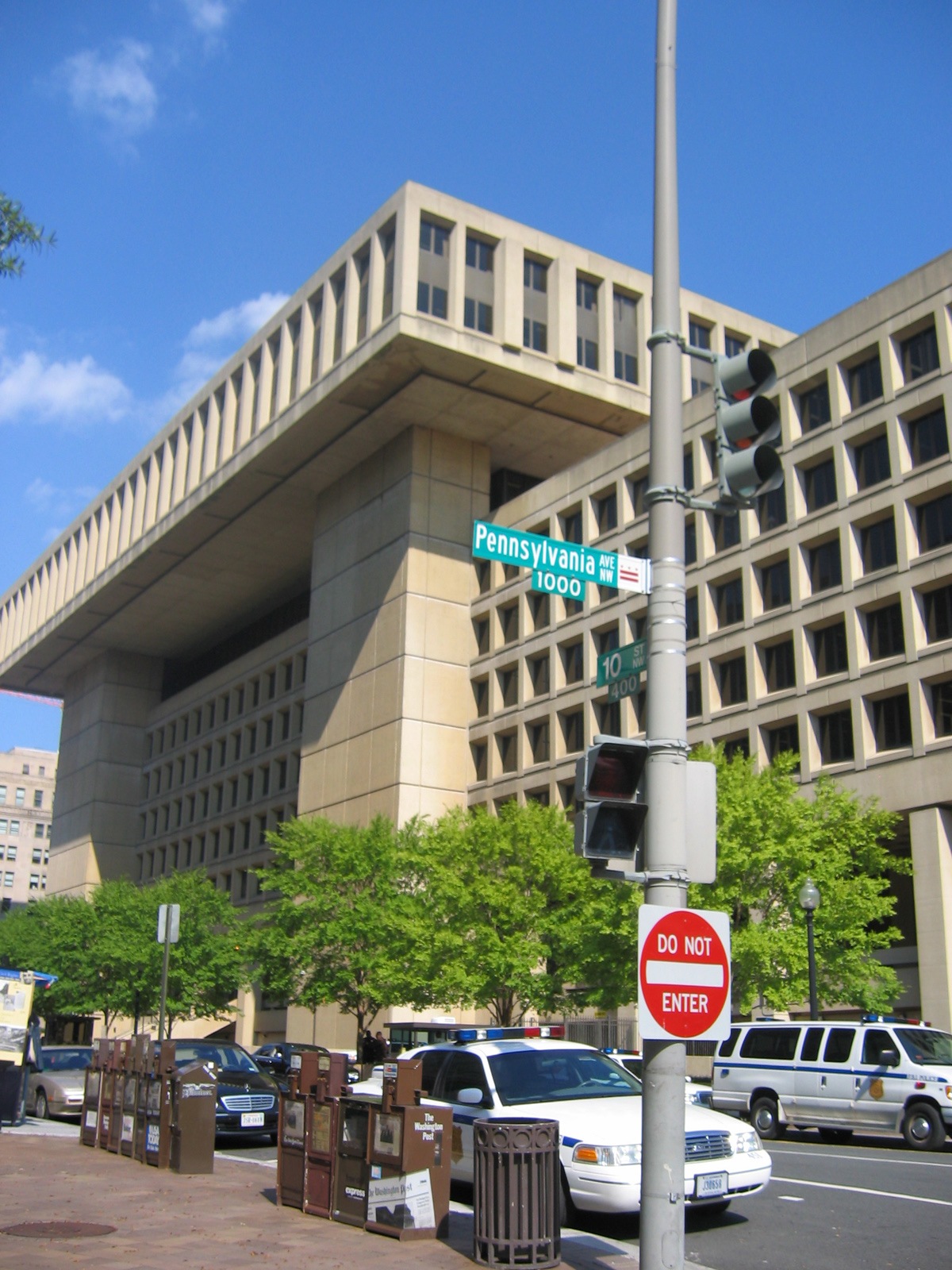
J. Edgar Hoover Building, FBI-hoofdkantoor in Washington

Sinds de oprichting van het bureau, is het hoofdkantoor altijd verspreid geweest over meerdere faciliteiten. Maar aan het einde van de jaren zestig keurde het Congres een aanvraag voor een nieuw hoofdkantoor eindelijk goed, na vele aanvragen. Dit hoofdkantoor is tot op de dag van vandaag het hoofdkantoor van de FBI en draagt de naam van de beroemdste directeur, J. Edgar Hoover FBI Building.
Op 3 april 1978 voltooide de FBI een uniek experiment. Ze hadden het gebruik van lasers bij het scannen van vingerafdrukken ontwikkeld, waardoor vingerafdrukken preciezer vastgelegd konden worden. Op deze dag werd het gebruik van een laser voor het eerst succesvol gebruikt bij een zaak als bewijsmateriaal. Het belangrijkste voordeel dat deze nieuwe techniek had, was dat de kenmerkende lijntjes nu fijner vastgelegd konden worden, waardoor een vingerafdruk ook écht uniek was en niet meer verward kon worden met die van een ander.
William Webster was FBI directeur van 1978 tot 1987. In de jaren tachtig werden er vooral veel nieuwe instituten gesticht. Zo werd het Hostage Rescue Team opgericht in augustus van 1983, waardoor gijzelingen beter en veiliger gered konden worden. Het NCAVC, dat opgericht is in juli 1984, ontwikkelde persoonsprofielen, waardoor anonieme verdachten, moordenaars en criminelen beter opgespoord konden worden.
Het jaar 1985 wordt binnen de FBI aangeduid als Year of the Spy, in dit jaar werden erg veel spionagezaken en -onderzoeken afgesloten. Zo werden John Walker, Jerry Whitworth, Arthur Walker en Michael Walker, de zogenaamde John Walker Spy Ring, gearresteerd voor het verzenden van geheime informatie aan de Sovjet-Unie. Jonathan Jay Pollard, een analist bij de marine, werd gearresteerd voor spionage voor Israël. Larry Wu Tai Chin, een voormalige CIA-agent, werd gearresteerd voor spionage voor de Volksrepubliek China (33 jaar lang).

## Terrorismebestrijding
In de jaren negentig begon het (internationale) terrorisme zich sterk te verspreiden. De FBI kreeg steeds meer jurisdictie om deze terroristen te onderzoeken en het bureau werd steeds bekwamer in het onderzoeken daarnaar. Op 7 juni 1999 bijvoorbeeld, toen de FBI Abdel Basset Ali Al-Megrahi en Lamen Khalifa Fhimah overdroeg aan de Nederlandse overheid. Zij waren de twee hoofdverdachten van de Lockerbie-aanslag in 1988.
Op 7 juni 1999 kwam Osama bin Laden tevens de lijst van FBI Ten Most Wanted Fugitives binnen en is er pas afgegaan na zijn dood op 2 mei 2011. Bin Laden werd destijds in verband gebracht met de bomexplosies in de Amerikaanse ambassades in het oosten van Afrika.
Sinds de terroristische aanslagen van 11 september 2001 heeft de FBI als topprioriteit om het internationale terrorisme te bestrijden. Sindsdien is de lijst van Most Wanted Terrorists ook vaak in het openbaar gepubliceerd door de FBI, om burgers actief mee te laten zoeken naar terroristen.
Directeur James Comey werd op staande voet ontslagen door president Donald Trump. Andrew G. McCabe was sinds 10 mei 2017 waarnemend directeur. Begin augustus 2017 werd Christopher Wray benoemd tot directeur van de FBI.
Bij de aanvang van zijn tweede presidentstermijn stelde Donald Trump Kash Patel als directeur en Dan Bongino als adjunct-directeur van de FBI aan.